# Ricochet (Half-Life)
Ricochet es una modificación del videojuego Half-Life. Fue desarrollada por Valve Corporation y publicada el 1 de noviembre de 2000. Después fue lanzado el parche 1.1.1.0 el 12 de junio de 2002. Está disponible en Steam; es gratis para aquellos que compraron la versión de Half-Life anterior a la versión de Steam.

## Jugabilidad
Ricochet es un juego deathmatch de aparente simplicidad, inspirado en concepto y diseño por los videojuegos arcade y de plataformas. Una de sus principales fuentes de inspiración es la película Tron, en la que se muestra un juego parecido. Los jugadores saltan a plataformas de neón suspendidas en un abismo, y se disparan discos mutuamente, intentando hacer caer al oponente.
También hay barreras horizontales donde los discos pueden rebotar (de ahí el nombre "Ricochet"); un lanzamiento directo que resulte en una caída anota un punto, un lanzamiento que haya rebotado anota dos puntos, uno que haya rebotado dos veces anota tres puntos y así sucesivamente. Ricochet también tiene un segundo ataque que corta la cabeza de los oponentes.el cual es llamado "ataque decapitado" (y es nombrado en el juego) usa los tres discos, pero estos se recargan rápidamente.
A diferencia de otras modificaciones de Half-Life, no se muestra el número de muertes del jugador en la tabla de posiciones, solo el número de puntos. Al disparar un disco, este tiene solo dirección horizontal, pues su movimiento está bloqueado en ese eje, y el desplazamiento se reduce a un sistema automatizado de salto entre las plataformas que los jugadores avanzados pueden realizar a través de algunas maniobras.
Ricochet presenta tres mapas por defecto: dos para deathmatch y otro para un combate estilo duelo. Los mapas de Ricochet usan el prefijo "rc". Aunque los mapas personalizados son pocos, pueden encontrarse algunos en línea.

## Poderes extra
En Ricochet hay cinco tipos de poderes extra: "power shot", "freeze shot", "fast shot", "triple shot" y "dragon's fury". "Power shot" cambia el ataque principal por el ataque decapitador, pero solo usa un disco en vez de los tres que este tipo de ataque usa normalmente. "Freeze shot" hace que el disco se dirija automáticamente al jugador más cercano, y cuando impacta, reduce la velocidad de la víctima, que queda teñida de color azul. "Fast shot" acelera la velocidad de disparo. "Triple shot" dispara tres discos al tiempo, que se dispersan por el escenario. "Dragon's fury" prende el disco con un fuego azul, pero este se mueve a la mitad de la velocidad normal. Este último poder fue la adición más reciente al juego.
Es posible combinar los efectos de distintos tipos de poderes. Estos permanecen incluso después de la muerte del jugador, pero tiene usos limitados. Sin embargo, unos desarrolladores independientes han modificado el código fuente para que los poderes se pierdan al morir.